# Italienne (frégate)
Pour les articles homonymes, voir Italienne.
L'Italienne est une frégate de 44 canons en service dans la marine française pendant les guerres napoléoniennes.

## Service actif
Le 22 mars 1808, l'Italienne, alors sous les ordres du capitaine Hugues Méquet, revient avec la Sirène de la Martinique où elle a porté des troupes. En arrivant aux atterrages de Groix, les deux frégates rencontrent une croisière anglaise formée des vaisseaux HMS Impetueux et HMS Saturn assistés des frégates HMS Aigle et HMS Narcissus. L' Italienne parvient à se réfugier dans le port de Lorient tandis que la Sirène affronte un vaisseau et une frégate britannique qui ne parviennent pas à la capturer.

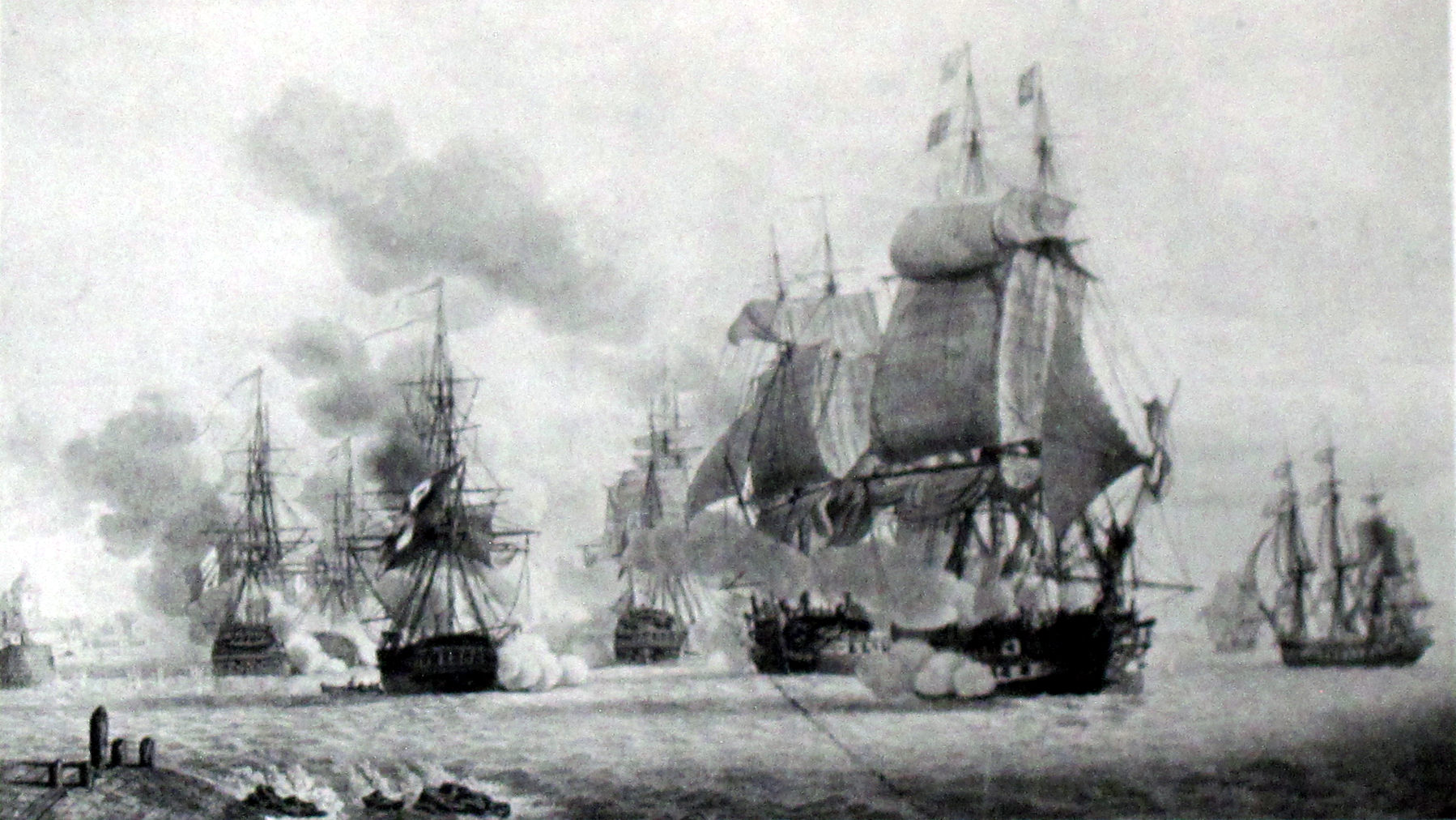
Bataille des Sables-d'Olonne, le 25 février 1809.

En 1809, l'Empereur Napoléon Ier développe un plan visant à réunir les escadres de Brest, Lorient et Aix, commandées respectivement par Willaumez, Troude et Lhermitte pour aller ravitailler les Antilles. Dans la nuit du 20 au 21 février, l'escadre de Brest sort de la rade et fait route au sud ; elle arrive devant Lorient et chasse la croisière anglaise de Beresford. Le manque de vent empêche la sortie de l'escadre de Lorient et Willaumez reprend sa route le 22 à la tombée de la nuit. Le 23 au matin, les frégates Italienne, Calypso et Cybèle, sous les ordres de Jurien de La Gravière, sortent de Lorient et file au sud vers Rochefort pour rattraper l'escadre de Brest. Le 25 février, elles rencontrent la division anglaise de Stopford composée des vaisseaux HMS Caesar, Defiance et Donegal (en) et de deux frégates. Dans le combat qui s'ensuit, devant les Sables-d'Olonne, les frégates françaises repoussent les Anglais et endommagent gravement le HMS Defiance. La Cybèle s'échoue sur des rochers tandis que l'Italienne et la Calypso sont si endommagées qu'elles sont vendues.